# HV Aalsmeer
HV Aalsmeer, también conocido como HV Greenpark Tigers Aalsmeer es un club de balonmano de Aalsmeer, Países Bajos. Juega en la NHV Eredivisie y la BENE-League

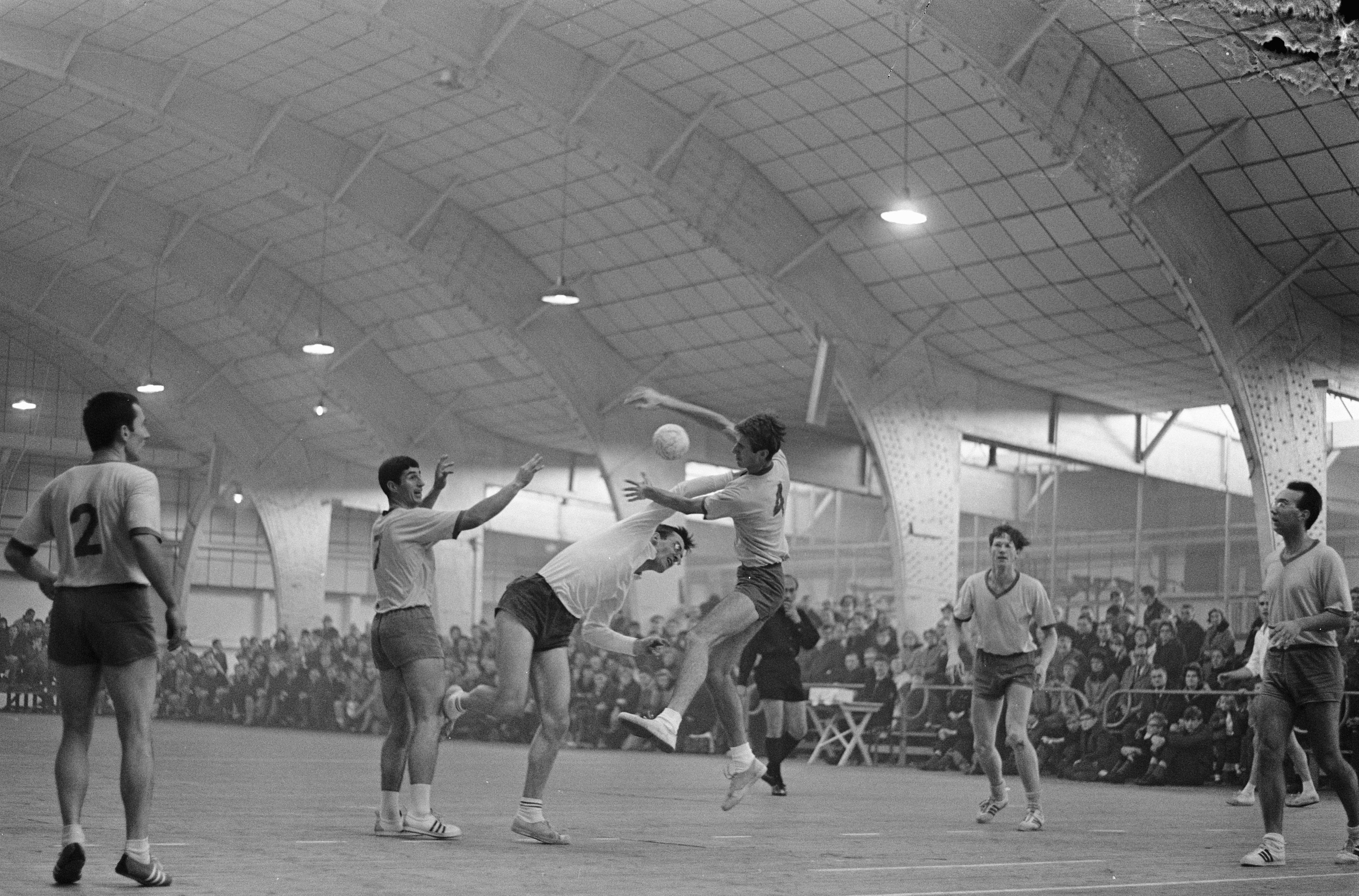
Aalsmeer contra Sittardia (10-17), jugador de Aalsmeer dispara a puerta. (1966)

EL equipos masculino del HV Aalsmeer ganó el título de NHV Eredivisie en diez ocasiones. El más reciente en 2019.

## Palmarés
- BENE-League :
  - Títulos (2) : 2009, 2017

- NHV Eredivisie :
  - Títulos (10) : 1954, 1985, 1995, 2000, 2001, 2003, 2004, 2009, 2018, 2019

- Copa Holandesa :
  - Títulos (6) : 1987, 1989, 1998, 2000, 2004, 2008